# Peter Rangvaldsson
Peter Rangvaldsson (Peter Rangvaldssons ätt), född på 1200-talet, död mellan 1326–1328, var en svensk  riddare och svenskt riksråd.

## Biografi
Peter Rangvaldsson (Peter Rangvaldssons ätt) var son till Rangvald (Peter Rangvaldssons ätt) och Jonsdotter (Ängel). Han nämns första gången 1296 och blev mellan 1296–1305 riddare. Peter Rangvaldsson var mellan 1299–1305 riksråd och blev 1307 medlem i hertigarna Erik Magnusson och Valdemar Magnussons råd. Han avled mellan 1326–1328.

### Egendom
Peter Rangvaldsson ägde jord i Bro härad och Lagunda härad i Uppland, i Tuhundra härad i Västmanland, i Rönö härad i Södermanland och i Valkebo härad i Östergötland.

### Familj
Peter Rangvaldsson var 1325 gift med Birgitta Jonsdotter (Aspenäsätten) (död mellan 1331–1346), dotter till Johan Filipsson (Aspenäsätten) och Ingeborg Svantepolksdotter. De fick tillsammans barnen Cristina Petersdotter som var gift med Erengisle Näskonungsson och lagmannen Gustav Arvidsson (Sparre av Vik) i Södermanlands lagsaga och Helga Petersdotter som var gift med Karl Näskonungsson